# Medal im. prof. Romana Ciesielskiego
Medal imienia profesora Romana Ciesielskiego jest nagrodą nadawaną przed Polski Związek Inżynierów i Techników Budownictwa (PZITB). Ma on na celu uczczenia Romana Ciesielskiego

## Historia
Nagroda została ustanowiona na LX Krajowym Zjeździe PZITB. Odbyło się to na wniosek Małopolskiego oddziału PZITB w Krakowie. Uchwałę w tej sprawie przegłosowano 4 czerwca 2005 roku.
Obecny regulamin przyznawania medalu został ustanowiony uchwałą nr 78/2019 Zarządu Głównego PZITB z dnia 10 września 2019.

## Warunki przyznania medalu
Medal im. Profesora Romana Ciesielskiego ma charakter prestiżowy i przyznawany jest za wybitne osiągnięcia twórcze w dziedzinie inżynierii lądowej połączone z wyróżniającą się działalnością społeczną na rzecz budowania autorytetu PZITB oraz wierności ideom Związku. Dodatkowym warunkiem otrzymania medalu jest co najmniej dwudziestoletni staż zawodowy lub naukowy oraz nie krótszy staż działalności w PZITB.

## Laureaci
- 2006 – prof. dr hab. inż. Janusz Kawecki
- 2007 – dr inż. Stefan Pyrak
- 2008 – prof. dr inż. Stanisław Kajfasz
- 2009 – prof. dr hab. inż. Jan Kmita
- 2010 – dr hab. inż. Krzysztof Stypuła
- 2011 – prof. dr inż. Wojciech Włodarczyk
- 2012 – dr hab. inż. Maria Kaszyńska
- 2013 – prof. dr hab. inż Tadeusz Godycki–Ćwirko
- 2014 – mgr inż. Wiktor Piwkowski
- 2015 – prof. dr hab. inż. Krzysztof Dyduch
- 2016 – prof. dr hab. inż. Ryszard Kowalczyk
- 2017 – prof. dr hab. inż. Kazimierz Flaga
- 2018 – prof. dr hab. inż. Lech Czarnecki
- 2019 – prof. dr hab. inż. Anna Siemińska–Lewandowska
- 2021 – prof. dr hab. inż. Piotr Woyciechowski
- 2022 – mgr inż. Ryszard Trykosko
- 2023 – dr hab. inż. Piotr Noakowski[1]
- 2024 – prof. dr hab. inż. Tadeusz Tatara[3]